# Pont-Rouge
Pour les articles homonymes, voir Pont (toponyme) et pont Rouge (homonymie).
Pont-Rouge est une ville canadienne du Québec, située dans la MRC de Portneuf, dans la région de la Capitale-Nationale. 

## Histoire
Les premiers efforts de colonisation du secteur remonteraient aux alentours de 1769. 
Le 15 avril 1867, l'archevêque de Québec Charles-François Baillargeon fonde la paroisse religieuse de Sainte-Jeanne-de-Neuville à partir de portions de Cap-Santé, Saint-Basile et Neuville. Après la séparation de la paroisse en deux en 1911 (le village de Pont-Rouge et la paroisse Sainte-Jeanne-de-Pont-Rouge), la désignation de « Ville de Pont-Rouge » fut adoptée à l’occasion du regroupement en 1996.  
Les moyens de transport ont considérablement influencé le développement de la paroisse, notamment ses deux ponts et la construction du chemin de fer du Canadien Pacifique en 1874. Le pont Royal (maintenant pont Déry) a été reconstruit plusieurs fois, dû à la faible résistance de son tablier. Ce pont servit longtemps à faciliter le transport des lourdes charges et du courrier entre Québec et Montréal. Le pont était alors payant (le poste de péage est toujours présent) et a permis la construction du deuxième pont, le pont Rouge, qui lui était gratuit. Ce dernier relie la partie ouest à la partie est de la rue Dupont, nommée ainsi non pas à cause du pont, mais en l’honneur du curé Charles-François Dupont, qui a officié à Pont-Rouge de 1917 à 1933. 

## Géographie
La rivière Jacques-Cartier traverse la municipalité du nord-est vers le sud-est qu'elle délimite.
La rivière aux Pommes, un affluent de la rivière Jacques-Cartier, y coule du sud-est vers le sud-ouest.
La rivière Noire traverse le sud-est en coulant vers le sud-ouest.

## Démographie
| 1981  | 1986  | 1996  | 2001  | 2006  | 2011  | 2016  | 2021   |
| ----- | ----- | ----- | ----- | ----- | ----- | ----- | ------ |
| 3 580 | 3 694 | 6 821 | 7 146 | 7 518 | 8 723 | 9 240 | 10 121 |

## Administration
Les élections municipales se font en bloc pour le maire et les six conseillers.
| Pont-Rouge Maires depuis 2003                                                                                        |                    |         |          |
| Élection | Maire              | Qualité | Résultat |
| 2003 | Paul-Eugène Parent |         | Voir     |
| 2005 | Claude Bégin       |         | Voir     |
| 2009 | Claude Bégin       | Voir    |          |
| 2013 | Ghislain Langlais  |         | Voir     |
| 2017 | Ghislain Langlais  | Voir    |          |
| 2021 | Mario Dupont       |         | Voir     |
| Élection partielle en italique Depuis 2005, les élections sont simultanées dans toutes les municipalités québécoises |                    |         |          |

## Galerie

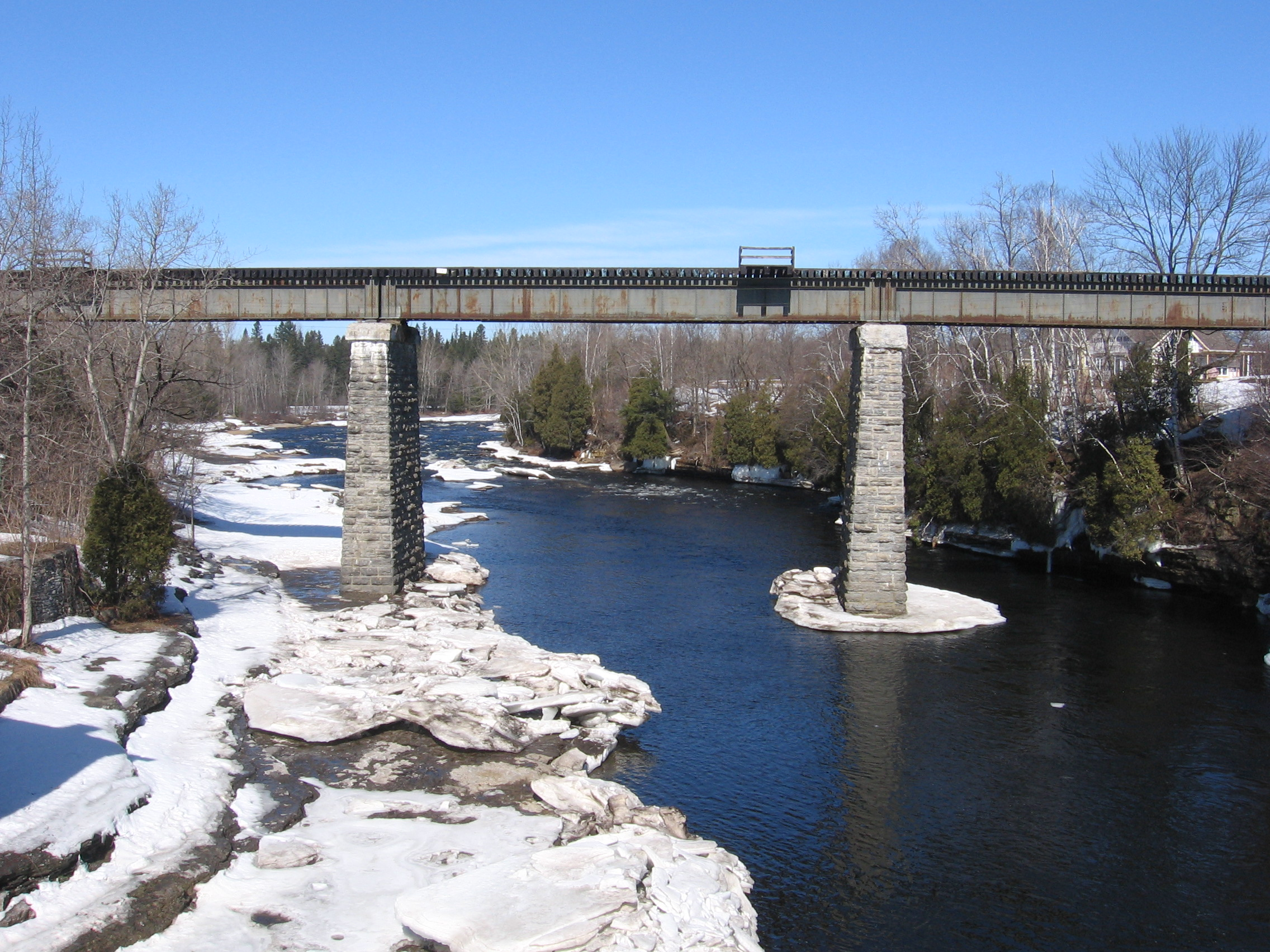
Pont du chemin de fer à Pont-Rouge.
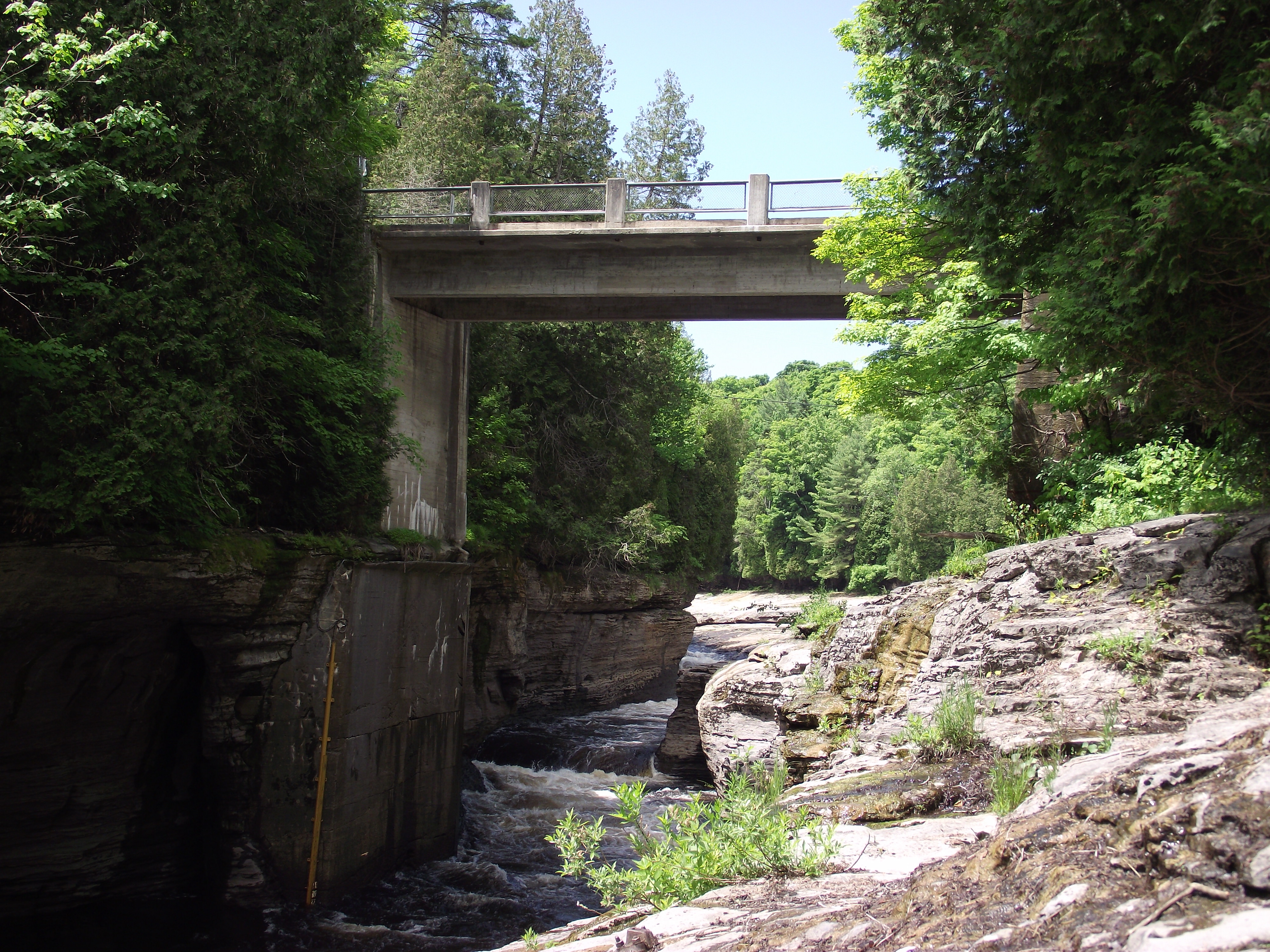
Le pont Déry.
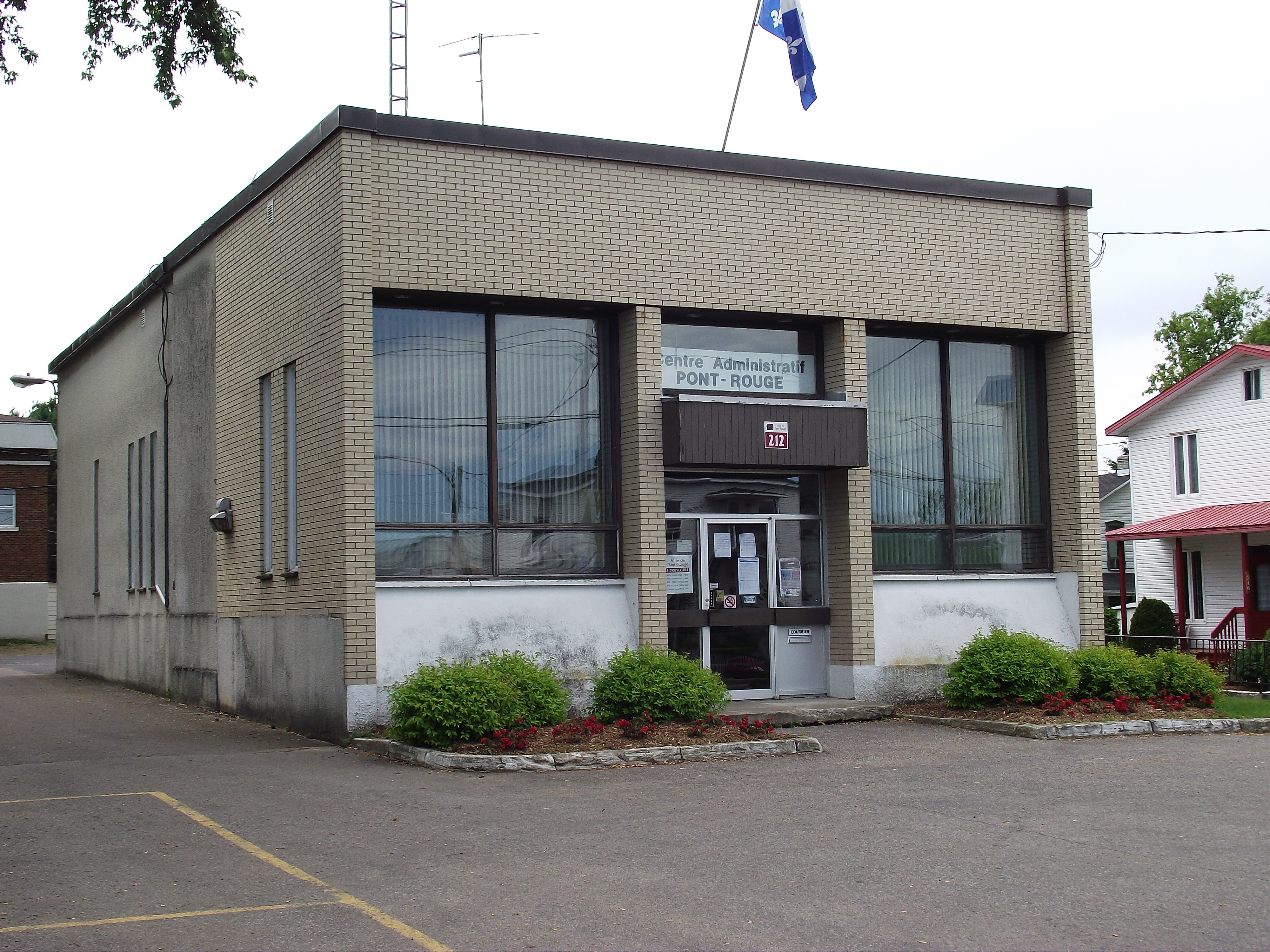
La mairie.
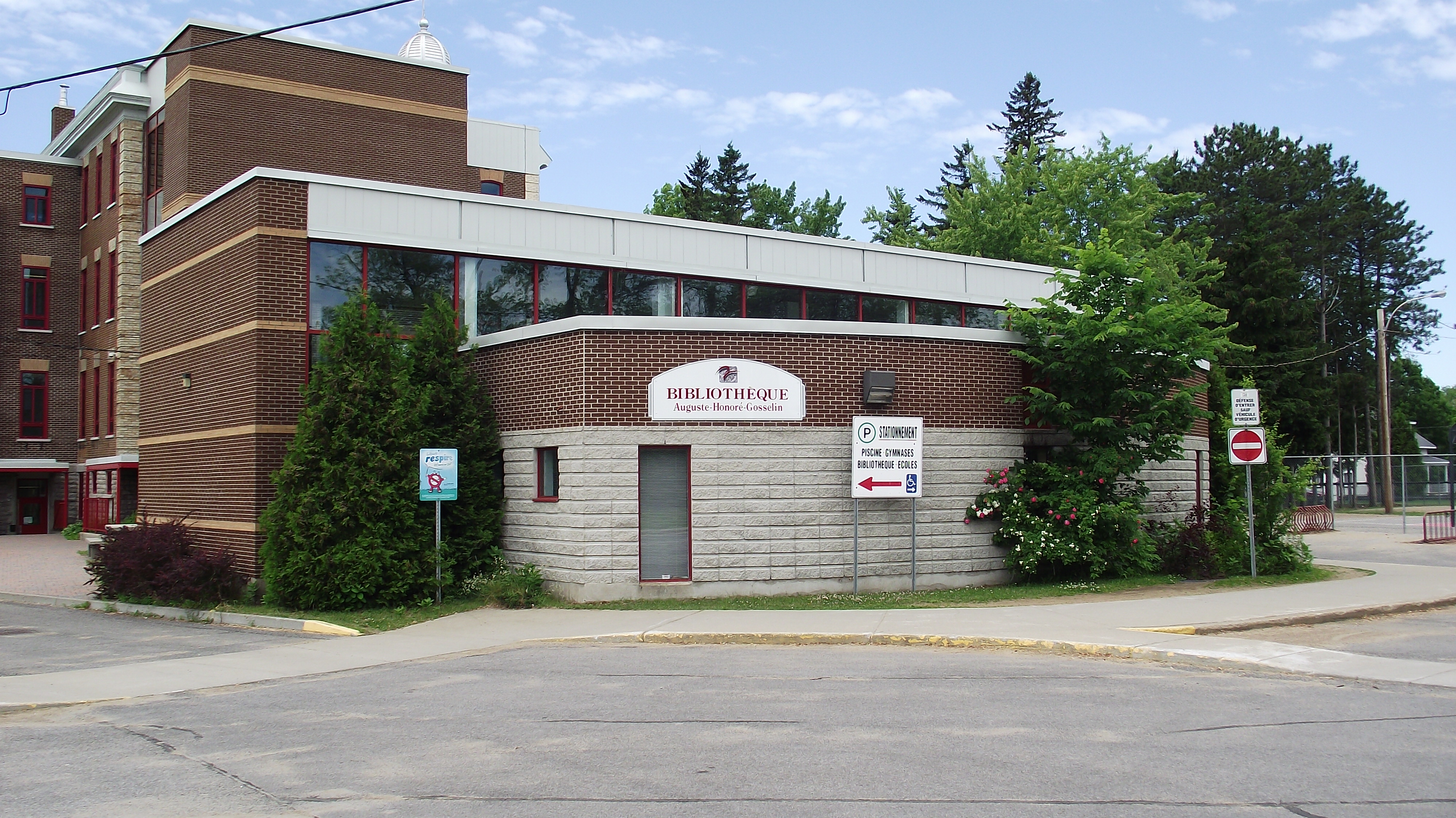
La bibliothèque Auguste-Honoré Gosselin.
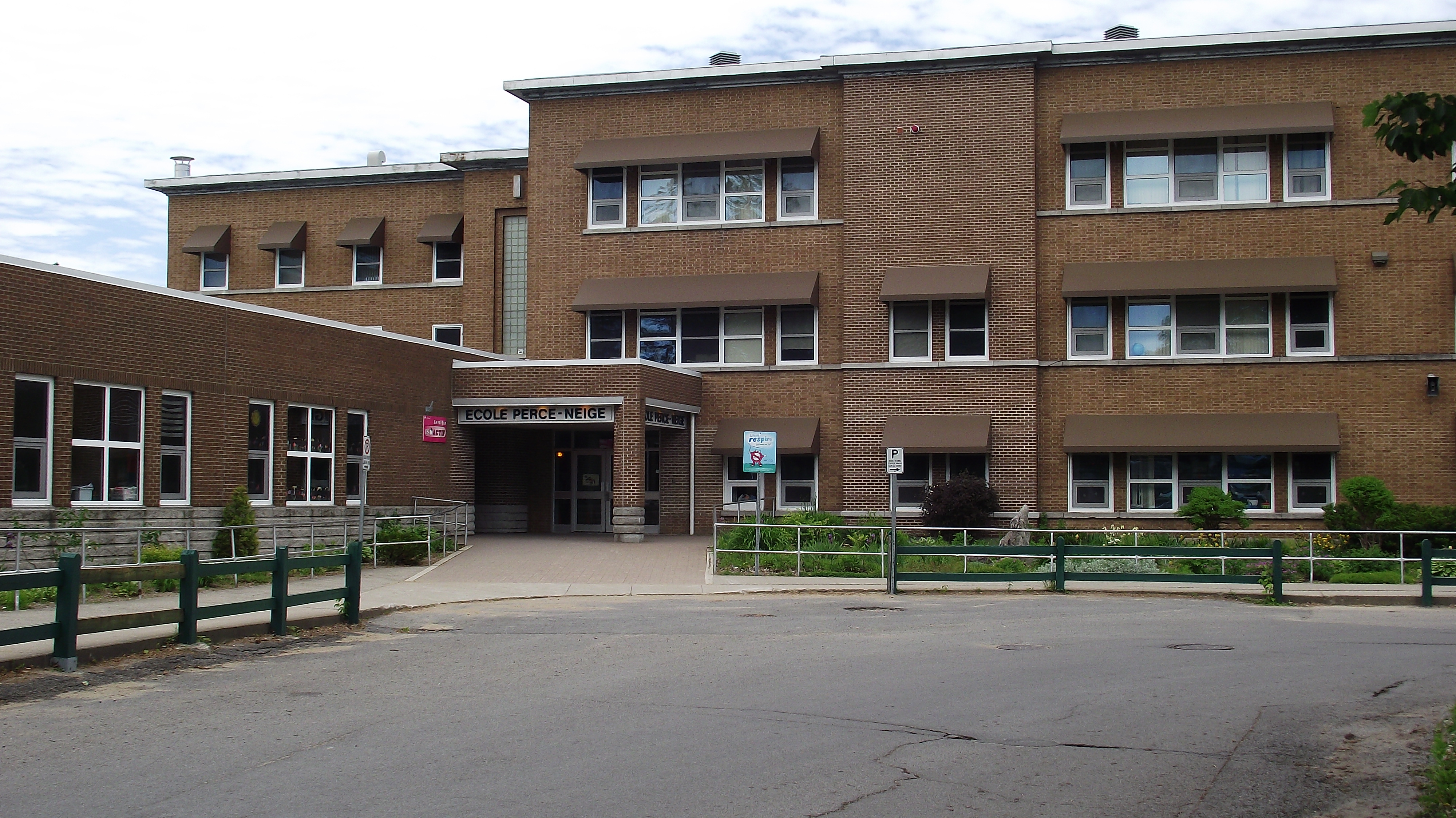
L'école primaire Perce-Neige.
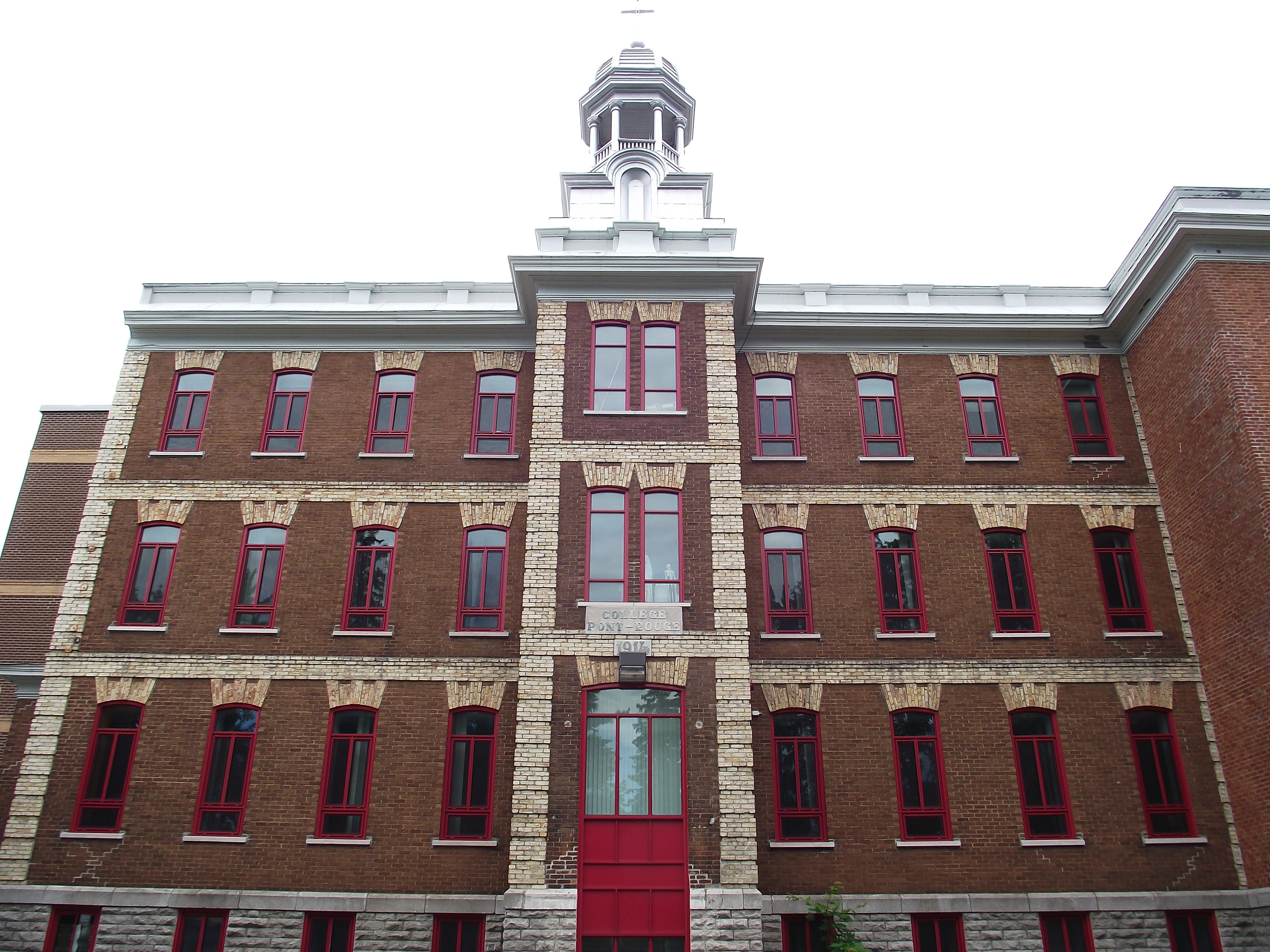
L'école primaire Saint-Charles.
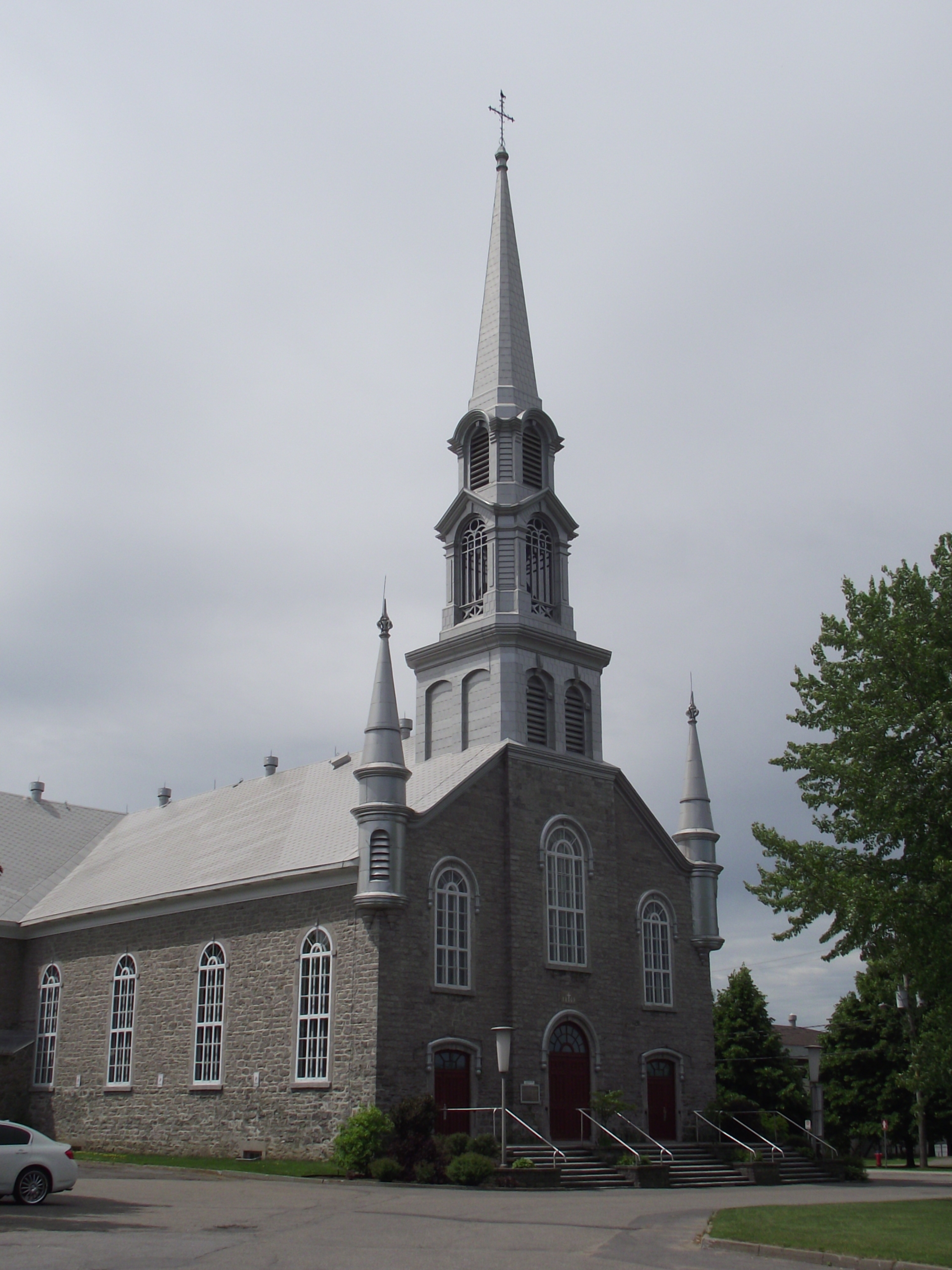
L'église de Pont-Rouge.
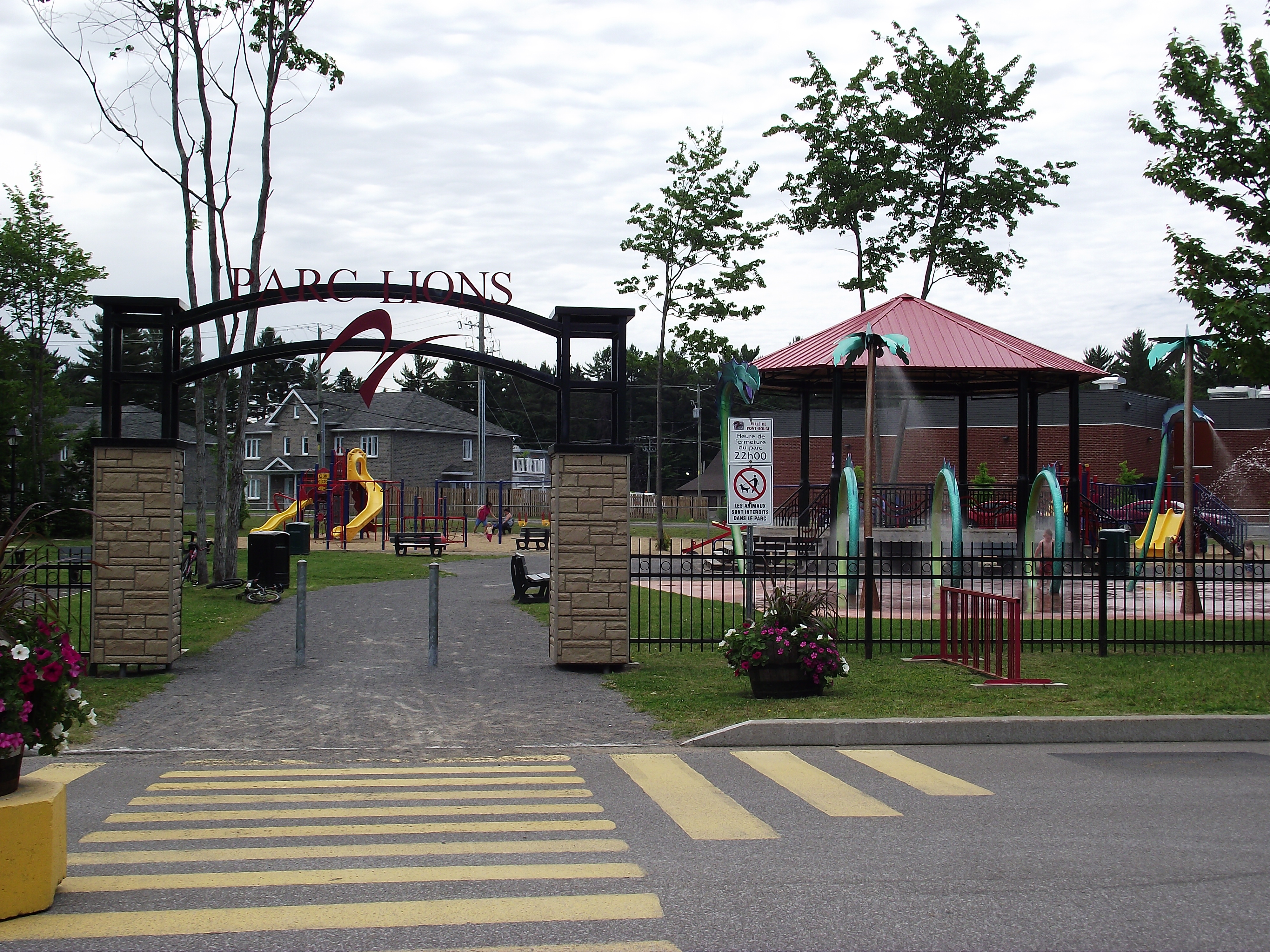
Le Parc Lions de Pont-Rouge.
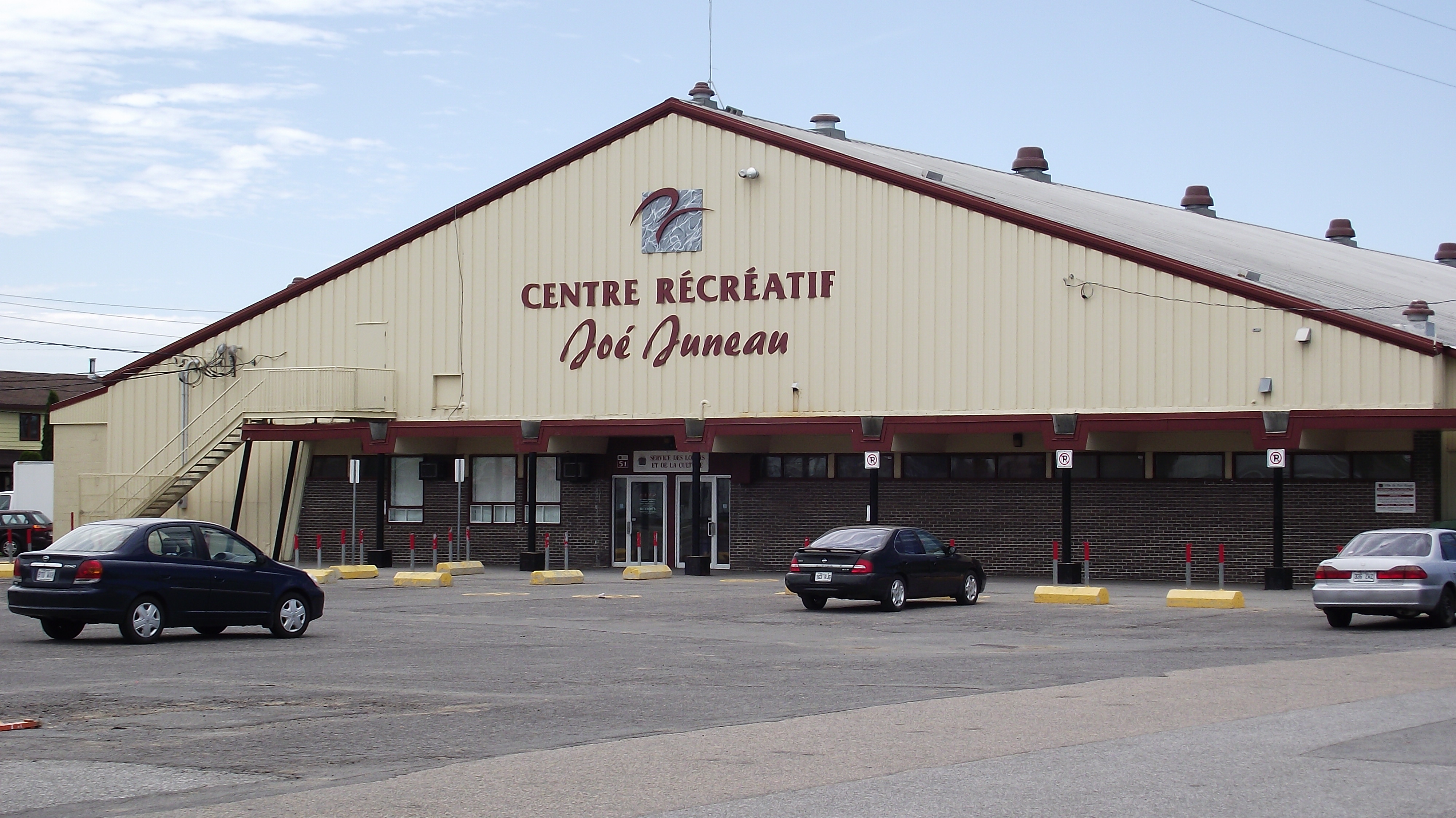
Le Centre récréatif Joé-Juneau.
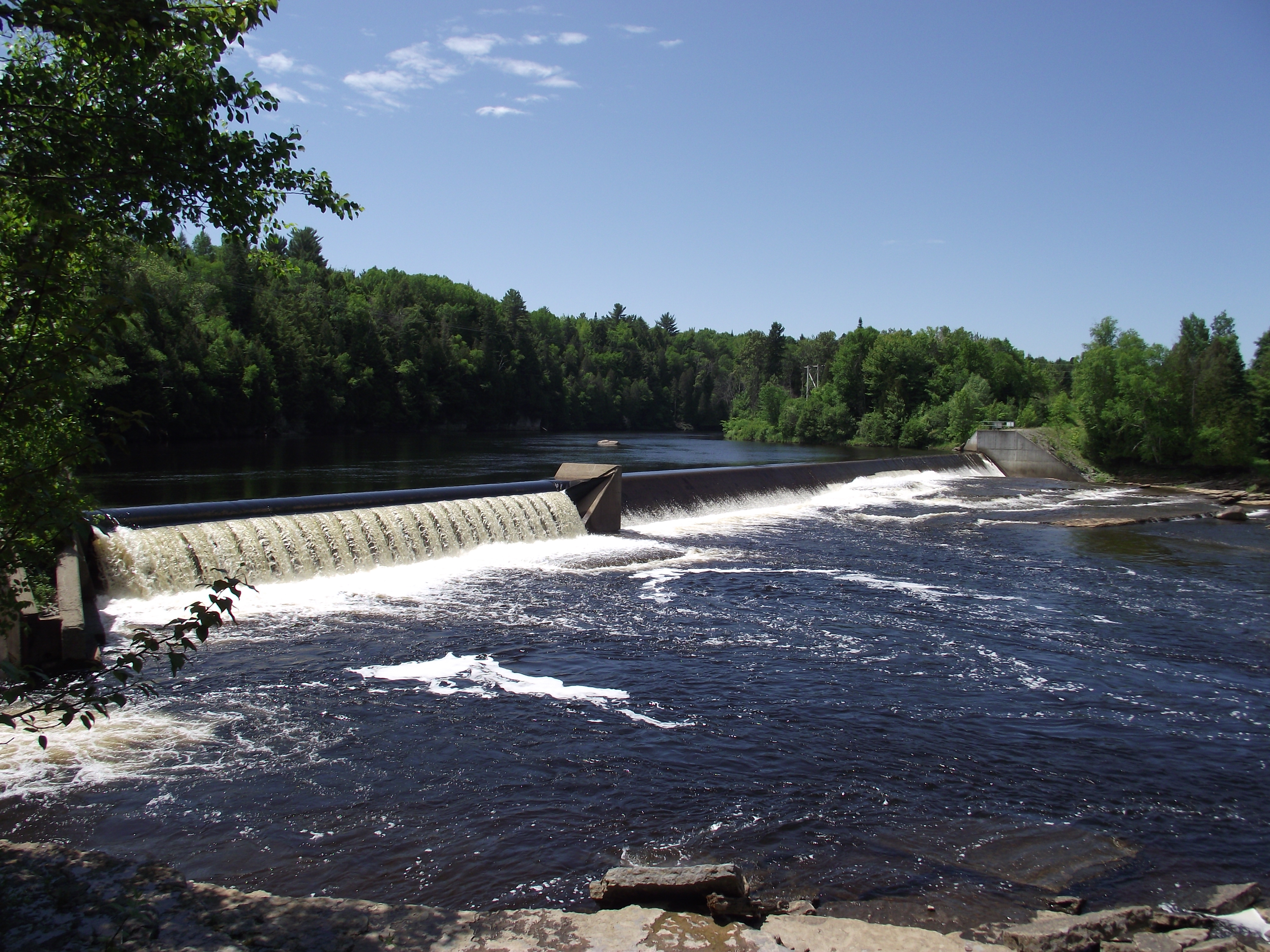
Le barrage McDougall.